# Rangel
Rangel is een gemeente in de Venezolaanse staat Mérida. De gemeente telt 20.000 inwoners. De hoofdplaats is Mucuchíes.